# Синагога «Різницька II» (Короби)
Синагога «Різницька II» — юдейська синагога в Херсоні. Не збереглася.

## Історія
Знаходилася на вул. Ковальській, буд. № 41. Ймовірно, синагога хасидів.
Відвідуваність на початку XX ст. — 300 осіб. У 1922 році з власності синагоги було вилучено 3 прикраси Тори (4 фунти 38 золотників). Залишено у тимчасове користування прикраса Тори (мідна дошка, вагою 3 фунти); указка (29 золотників).
Після війни в синагозі не було рабина, і євреї почали з червня 1944 молиться самі (150–200 чоловік). Незабаром синагогу закрили.